# Cornelia Paczka-Wagner
Cornelia Paczka-Wagner (9 de agosto de 1864 em Göttingen e 1943) foi uma pintora, designer gráfica e escultora alemã.

## Biografia
Cornelia Wagner nasceu em uma família burguesa educada. Seu pai, Adolph Wagner, era um economista renomado. Em 1885/1886 estudou com Karl Stauffer-Bern na escola de desenho e pintura da Associação de Mulheres Artistas de Berlim onde conheceu Käthe Kollwitz. Depois, estudou na Academia de Belas Artes de Munique com Johann Caspar Herterich e numa escola particular em Paris.